# NGC 6328
NGC 6328 é uma galáxia espiral barrada (SBab) localizada na direcção da constelação de Ara. Possui uma declinação de -65° 00' 35" e uma ascensão recta de 17 horas, 23 minutos e 40,9 segundos.
A galáxia NGC 6328 foi descoberta em 2 de Maio de 1835 por John Herschel.